# Massilia Sound System
Massilia Sound System är ett reggaeband grundat 1984 i Marseille. De utvecklade en provensalsk hybrid av reggae, rub-a-dub och raggamuffin med texter på franska och occitan, ibland kallat trobamuffin, men de har också sjungit på portugisiska och italienska.

## Diskografi
- Rude et souple (demokassett)
- Vive le PIIM (demokassett)
- Parla Patois (1992)
- Chourmo (1993)
- Commando Fada (1995)
- On met le òai partout (livealbum) 1996)
- Aïolliwood (1997)
- Marseille London Experience (1999)
- 3968 CR 13 (2000)
- Occitanista (2002)
- Massilia fait tourner (livealbum) (2004)
- Oai e libertat (2007)